# Congreso Nacional Sirio
El Congreso Nacional Sirio, también llamado Congreso Pan-Sirio y Congreso General Sirio, fue acordado en mayo de 1919 en Damasco, Siria, tras la expulsión de los otomanos de Siria. La misión del congreso era considerar el futuro de "Siria", refiriéndose a La Gran Siria o País de Sham, formado por lo que es hoy día: Siria, Líbano, Israel, Palestina y Jordania. El congreso también pretendía presentar la postura árabe a  la comisión de investigación King-Crane. El congreso fue considerado el primer parlamento nacional en la Historia moderna de Siria.

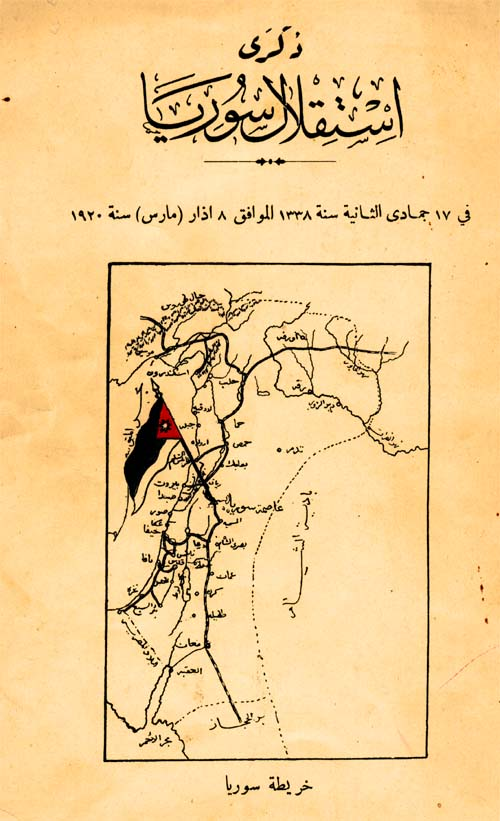
Memoria de la independencia de Siria (ذكرى استقلال سوريا). Muestra las fronteras y estados declarados el día 8 de marzo de 1920

El congreso estaba asistido por representantes de todas las partes de la Gran Siria, incluyendo Líbano y Palestina. Estaba presidido por Hashim al-Atassi. Algunos participantes mostraron su apoyo a las demandas del Rey Faisal, mientras que otros comenzaban a cuestionar su disposición a hacer concesiones a los grupos prosionistas. En su informe final defendió que "No puede haber separación de la parte sur de Siria, conocida como Palestina, ni de la zona litoral este, que incluye Líbano; de la patria Siria". La comisión King-Crane, en su informe recomendó que "se debe preservar la unidad de Siria".
El congreso declaró un Reino Árabe de Siria, independiente el 8 de marzo de 1920. El nuevo estado pretendía incluir Siria, Palestina, Líbano y partes del norte de Mesopotamia. El Rey Faisal fue declarado jefe del estado. Al mismo tiempo el hermano de Faisal, principe Zeid, fue declarado regente de Mesopotamia. Hashim al-Atassi fue nombrado primer ministro y Yusuf al-'Azma ministro de defensa y jefe de Estado Mayor.
El congreso continuo durante la corta vida del reinado hasta el 17 de julio de 1920, cuando Francia dio a Faisal un ultimátum, con la amenaza de entrar en guerra si no se rendía. Faisal  cedió, llevando el reino a su fin y disolviendo las instituciones. 
Sin embargo, estando en desacuerdo, Yusuf al-Azma lideró una fuerza para enfrentarse a las fuerzas francesas. Este ejército dependía principalmente de armas individuales y no podía competir con la artillería francesa. En la Batalla de Maysalun, el ejército sirio fue fácilmente derrotado por los franceses, el 25 de julio de 1920, El mandato francés para Siria y el Líbano entró en vigor a partir de entonces.